# ليبراتو كاكاتشي
ليبراتو كاكاتشي (Liberato Cacace) هو لاعب كرة قدم نيوزيلندي، يلعب حالياً كمدافع مع نادي إمبولي الذي ينافس في الدوري الإيطالي الدرجة الأولى، وكذلك مع منتخب نيوزيلندا لكرة القدم. حقق رفقة الأخير لقب كأس أمم أوقيانوسيا 2024 بالإضافة إلى منحه جائزة أفضل لاعب في البطولة.

## وصلات خارجية
- ليبراتو كاكاتشي على موقع الاتحاد الدولي (مؤرشف)  (الإنجليزية)
- ليبراتو كاكاتشي على موقع قاعدة بيانات كرة القدم.إي يو (الإنجليزية)
- ليبراتو كاكاتشي على موقع ناشيونال فوتبول تيمز (الإنجليزية)
- ليبراتو كاكاتشي على موقع Soccerway.com (الإنجليزية)
- ليبراتو كاكاتشي على موقع عالم كرة القدم.نت (الإنجليزية)
- ليبراتو كاكاتشي على موقع أوليمبيديا (الإنجليزية)
- ليبراتو كاكاتشي على موقع اللجنة الأولمبية النيوزيلندية (الإنجليزية)